# Годердзи (перевал)
Годердзи (Годерс, груз. გოდერძი) — горный перевал в Грузии на высоте 2025 метров над уровнем моря в Арсиянском хребте, который разделяет бассейны Чороха и Куры. 
Через Годердзи направляется Трансаджарская дорога, которая ведёт из Батуми в Ахалцихе и мимо курорта Абастумани в Месхетию, в прошлом — весьма важная стратегическая вьючная тропа, соединяющая долину Аджарисцкали в Аджарии и Ахалцихскую или Самцхейскую межгорную котловину, дно которой составляют низовья рек Поцхови и Кваблиани, в Самцхе-Джавахети. В 1880-х годах через перевал Годердзи новая шоссейная дорога была проложена властями Российской империи для быстрого освоения новых областей. Дорога отличается ярко выраженной сезонностью.

## Годердзский реликтовый лес
Перевал Годердзи славится «ископаемым лесом» верхнего миоцена. Впервые отдельные отпечатки листьев и куски древесины ископаемых растений с Годерзского перевала были собраны строителем Ахалцихо-Батумского шоссе инженером Александром Ивановичем Флоренским (1850—1908), отцом священника Павла Флоренского. Находки Флоренского были переданы в Кавказский музей его сыном Александром (1888—1938). В 1908—1910 гг. Павел Захарович Виноградов-Никитин (1869—1938) занимался поисками и описанием местонахождений ископаемых растений в верховьях реки Кваблиани. В 1912 и 1914 году Кавказский музей отправил две экспедиции на перевал под руководством Ивана Полибина. Отпечатки листьев и куски древесины ископаемых растений, собранные Иваном Полибиным, были отправлены в Ленинград в Ботанический музей Академии наук. В 1944—1945 гг. палеоботаник Медея Дмитриевна Узнадзе (1913—1989) произвела обширные личные сборы. В 1946 году Армен Тахтаджян и Андрей Алексеевич Яценко Хмелевский (1909—1987) совершили двухдневную остановку и сборы образцов на перевале во время экспедиции БИН АН Армянской ССР (ныне — Институт ботаники имени А.Л. Тахтаджяна) в юго-западную Грузию и Аджарию. В 1947 году БИН АН Армянской ССР приобрёл у вдовы Александра Ярмоленко коллекцию сборов Палибина (90 шлифов). Коллекции сборов хранятся в Ботанических институтах РАН и АН Армении.
По закону, принятому в 2013 году, Годердзский реликтовый лес признан памятником природы.